# KY3-Sendemast
Der KY3-Sendemast ist ein 609,4 Meter hoher Sendemast von KY3 bei Fordland, Missouri, USA. Der KY3-Sendemast wurde im Jahr 2000 gebaut und dient zur Verbreitung von UKW- und TV-Programmen.